# ファン・デル・ヴェルデン表示
ファン・デル・ヴェルデン表示（ファン・デル・ヴェルデンひょうじ、英: Van der Waerden notation）とは理論物理学において4次元における2成分スピノル（ワイル・スピノル）の表記法。ツイスター理論や超対称性理論においては標準的な記法となっている。オランダの数学者ファン・デル・ヴェルデンに由来する。

## 添字の点
以下ではカイラル表現（ワイル表現）により、ディラック・スピノル ψ は左右のカイラリティが上下の2成分で分かれているとする。すなわち
{\displaystyle \psi =\psi _{\rm {L}}+\psi _{\rm {R}}={\begin{pmatrix}\xi \\0\\\end{pmatrix}}+{\begin{pmatrix}0\\{\bar {\eta }}\\\end{pmatrix}}},
ここで ξ, η はそれぞれ2成分スピノル（ワイル・スピノル）。

### 点なし添字
下付の点なし（ドットなし, undotted）添字をもつスピノルはカイラリティ左巻きであり、カイラル・スピノルとも呼ばれる。
{\displaystyle \psi _{\rm {L}}={\begin{pmatrix}\xi _{\alpha }\\0\end{pmatrix}}}.

### 点付き添字
上付きの点付き（ドット付き, dotted）添字と記号の上に上線（バー）をもつスピノルは右巻きであり、反カイラル・スピノルとも呼ばれる。
{\displaystyle \psi _{\rm {R}}={\begin{pmatrix}0\\{\bar {\eta }}^{\dot {\alpha }}\end{pmatrix}}}.
添え字を欠く記法においても、曖昧さを無くすため右巻きワイル・スピノルには上線が残される。

## ハット付き添字
ハットが付く添字はディラック添字と呼ばれ、点付きと点なし添字をまとめたものである。例えば、もしそれぞれの添字が
{\displaystyle \alpha =1,2,\,\,{\dot {\alpha }}={\dot {1}},{\dot {2}}}
を動くのなら、カイラル表現の下でディラック・スピノル ψ は次のように表示される:
{\displaystyle \psi _{\hat {\alpha }}={\begin{pmatrix}\xi _{\alpha }\\{\bar {\eta }}^{\dot {\alpha }}\\\end{pmatrix}}},
ここで
{\displaystyle {\hat {\alpha }}=(\alpha ,{\dot {\alpha }})=1,2,{\dot {1}},{\dot {2}}}.
また ψ のディラック共役 ψ = ψ†γ0 はこのとき
{\displaystyle \psi ^{\hat {\alpha }}={\begin{pmatrix}\eta ^{\alpha }&{\bar {\xi }}_{\dot {\alpha }}\end{pmatrix}}}
と表記される。すなわち ηα = (η)∗, ξ = (ξα)∗、上線と添字の点が複素共役を意味することが分かる。

## 荷電共役
スピノルの荷電共役変換（C 変換）は次のように表される:
{\displaystyle \psi \;{\overset {\rm {C}}{\longrightarrow }}\;\psi ^{\rm {C}}=C{\overline {\psi }}^{\rm {T}}},
ここで C は荷電共役行列であり、カイラル表現においては
{\displaystyle C=i\gamma ^{2}\gamma ^{0}={\begin{pmatrix}\varepsilon &0\\0&-\varepsilon \end{pmatrix}}}
である。ただし
{\displaystyle \varepsilon =i\sigma _{2}={\begin{pmatrix}\varepsilon _{11}&\varepsilon _{12}\\\varepsilon _{21}&\varepsilon _{22}\end{pmatrix}}={\begin{pmatrix}0&1\\-1&0\end{pmatrix}}},
ここで εij は2階の完全反対称テンソルである。
よって
{\displaystyle \psi ={\begin{pmatrix}\xi _{\alpha }\\{\bar {\eta }}^{\dot {\alpha }}\end{pmatrix}}\;{\overset {\rm {C}}{\longrightarrow }}\;\psi ^{\rm {C}}=C{\begin{pmatrix}\eta ^{\alpha }\\{\bar {\xi }}_{\dot {\alpha }}\end{pmatrix}}={\begin{pmatrix}\varepsilon _{\alpha \beta }\eta ^{\beta }\\\varepsilon ^{{\dot {\alpha }}{\dot {\beta }}}{\bar {\xi }}_{\dot {\beta }}\end{pmatrix}}},
ここで ε はクロネッカーのデルタ δ を用いた εαβ εβγ = δαγ によって定義され、εij = −εij を満たす。
これまでの整合性から
{\displaystyle (\psi _{\rm {L}})^{\rm {C}}={\begin{pmatrix}0\\{\bar {\xi }}^{\dot {\alpha }}\end{pmatrix}},\quad (\psi _{\rm {R}})^{\rm {C}}={\begin{pmatrix}\eta _{\alpha }\\0\end{pmatrix}}}
とすると、
{\displaystyle {\begin{pmatrix}\eta _{\alpha }\\{\bar {\xi }}^{\dot {\alpha }}\end{pmatrix}}={\begin{pmatrix}\varepsilon _{\alpha \beta }\eta ^{\beta }\\\varepsilon ^{{\dot {\alpha }}{\dot {\beta }}}{\bar {\xi }}_{\dot {\beta }}\end{pmatrix}}}.
すなわち ηα, ξ の添字の上げ下げには、2階の完全反対称テンソル εαβ が用いられることが分かる。